# Ernest Dieltiens
Frans-Ernest Dieltiens (Franciscus Ernestus Dieltiens) (Grobbendonk, 19 april 1848 - Pulderbos, 3 augustus 1920) was een Belgische architect die omstreeks de overgang van de 19e naar de 20e eeuw voornamelijk in Antwerpen maar ook in de noordelijke Kempen actief was.

## Biografie

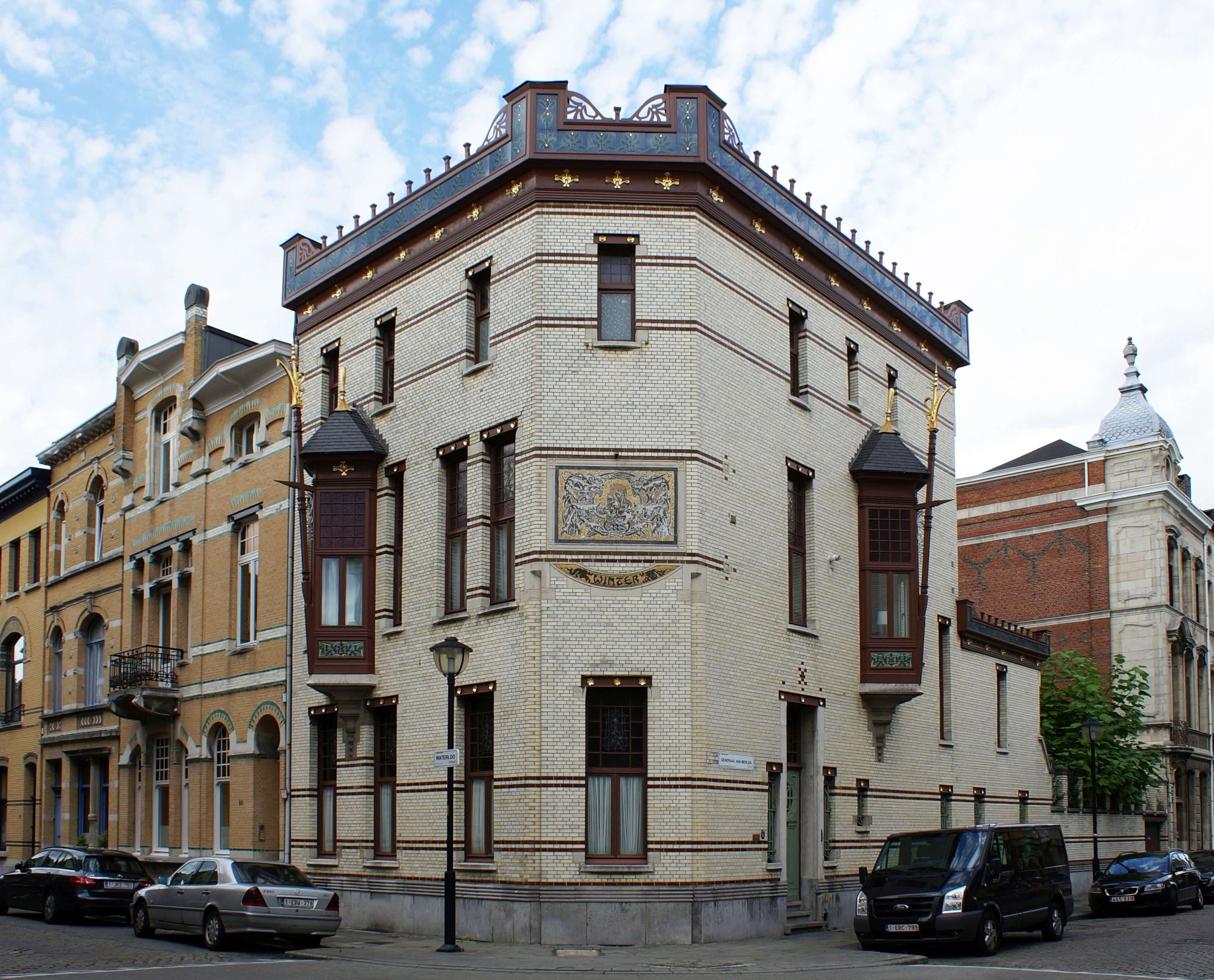
Huis "De Winter" (Berchem-Antwerpen, Generaal Van Merlenstraat 29). Woonhuis van Ernest Dieltiens. Ontworpen door diens collega, Joseph Bascourt.

Ernest Dieltiens was een telg uit een 17e-eeuwse familie die zich in de omgeving van Grobbendonk bezighield met schrijnwerk, beeldhouwkunst en het snijden van kerkbeelden uit hout. Hij was het derde van 12 kinderen  van Joseph Corneel Dieltiëns (1817 - 1900) en Maria Regina Verhoeven (1823 - 1894).
Ernest huwde Leonardine De Cuyper met wie hij acht nakomelingen kreeg. Zoon Maurice (1889 - 1947) trad in vaders voetsporen en werd eveneens architect.
Ernest Dieltiens overleed tijdens de zomer van 1920 onverwacht te Pulderbos, op 72-jarige leeftijd, en werd ter aarde besteld op de begraafplaats van Berchem (Antwerpen).

### Carrière
In 1859, op elfjarige leeftijd, behaalde hij de tweede prijs voor een wedstrijd georganiseerd in dertien scholen 'lager onderwijs', van het kanton Herentals. In 1860 volgde de eerste plaats bij een gelijkaardig evenement, in de kantons Herentals, Geel en Westerlo.
Anno 1864 studeerde hij architectuur te Antwerpen. Hij bezocht er gedurende vier jaren de praktijk van bouwmeester Proost, en drie jaren de werkplaats der architecten Jan-Lodewijk en Frans Baeckelmans.
Omstreeks 1870 won hij de eerste prijs van de driejaarlijkse proef, georganiseerd door de Maatschappij voor Schone Kunsten te Antwerpen, en het volgend jaar werd hij primus voor de Prijs van Rome, hetgeen hem toeliet op kosten van het Rijk buitenlandse studiereizen te ondernemen.
Dieltiens' verblijf te Antwerpen viel samen met een periode van stedelijke expansie. Dit gegeven, gecombineerd met zijn mogelijkheden, leverde hem een aanzienlijke tewerkstelling op. In 1881 werd met name door de adellijke families Cogels en Osy de Naamloze Bouwmaatschappij van het Oosten van Antwerpen opgericht. Deze onderneming had tot doel het rurale Zurenborg om te vormen tot een stedelijk gebied. In 1882 keurde het stadsbestuur een nieuw stratenplan goed, wat het licht op groen zette voor de bouwactiviteiten in deze omgeving. De vastgoedmaatschappij werkte doorgaans met dezelfde geselecteerde architecten en Ernest Dieltiens was er een van.
In totaal ontwierp Dieltiens meer dan tweehonderd woningen, daarnaast ook grotere gebouwen zoals bejaarden- en weeshuizen, kerken en een kasteel. In 1898 werd hij aangezocht voor het maken van plannen voor het toenmalige Ooststation te Antwerpen dat door de uitbreiding van de stad, thans het Centraal Station is. Zijn plannen werden aanvaard door de Commissie der Monumenten, maar doordat de geraamde uitgaven voor de afwerking de toegestane kostprijs overtrof, werd het werk verder gezet door architect Louis Delacenserie.
Voor zijn prestaties werd architect Dieltiens door de koning gelauwerd met de rang van Ridder in de Leopoldsorde.

## Functies
- Professor "Architectuur" aan de Koninklijke Academie voor Schone Kunsten van Antwerpen van 1885 tot 1920.
- Voorzitter der Koninklijke Maatschappij van Bouwmeesters.
- Werkend lid van de Koninklijke Commissie voor Monumenten en Landschappen.
- Lid van de provinciale commissie ter aanmoediging van de industriële bouwkunst.

## Werken(selectie)
1. Antwerpen:

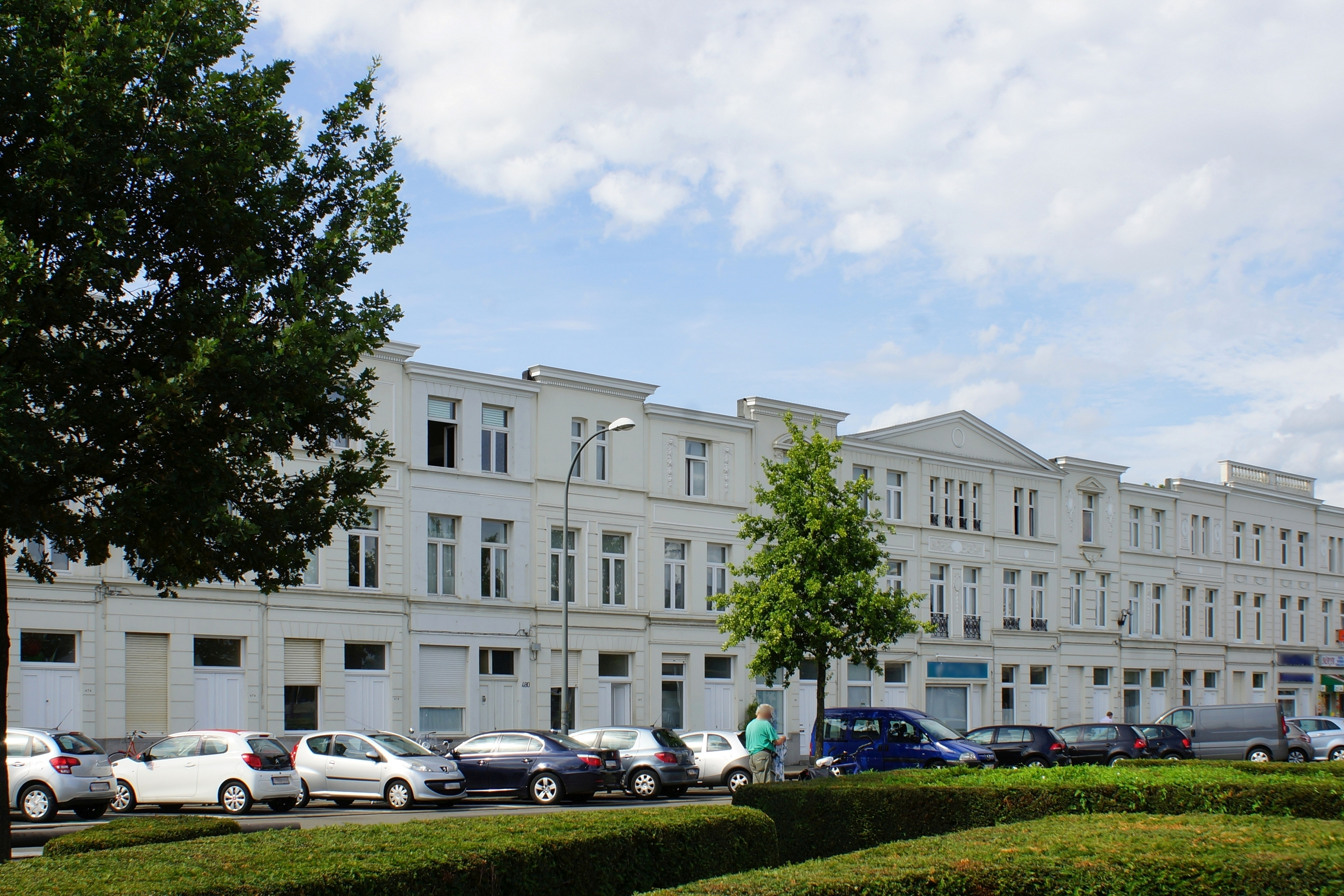
Eenheidsbebouwing in neoclassicistische stijl - Uitbreidingstraatsstraat 472 ► 508 (Berchem) (1891).

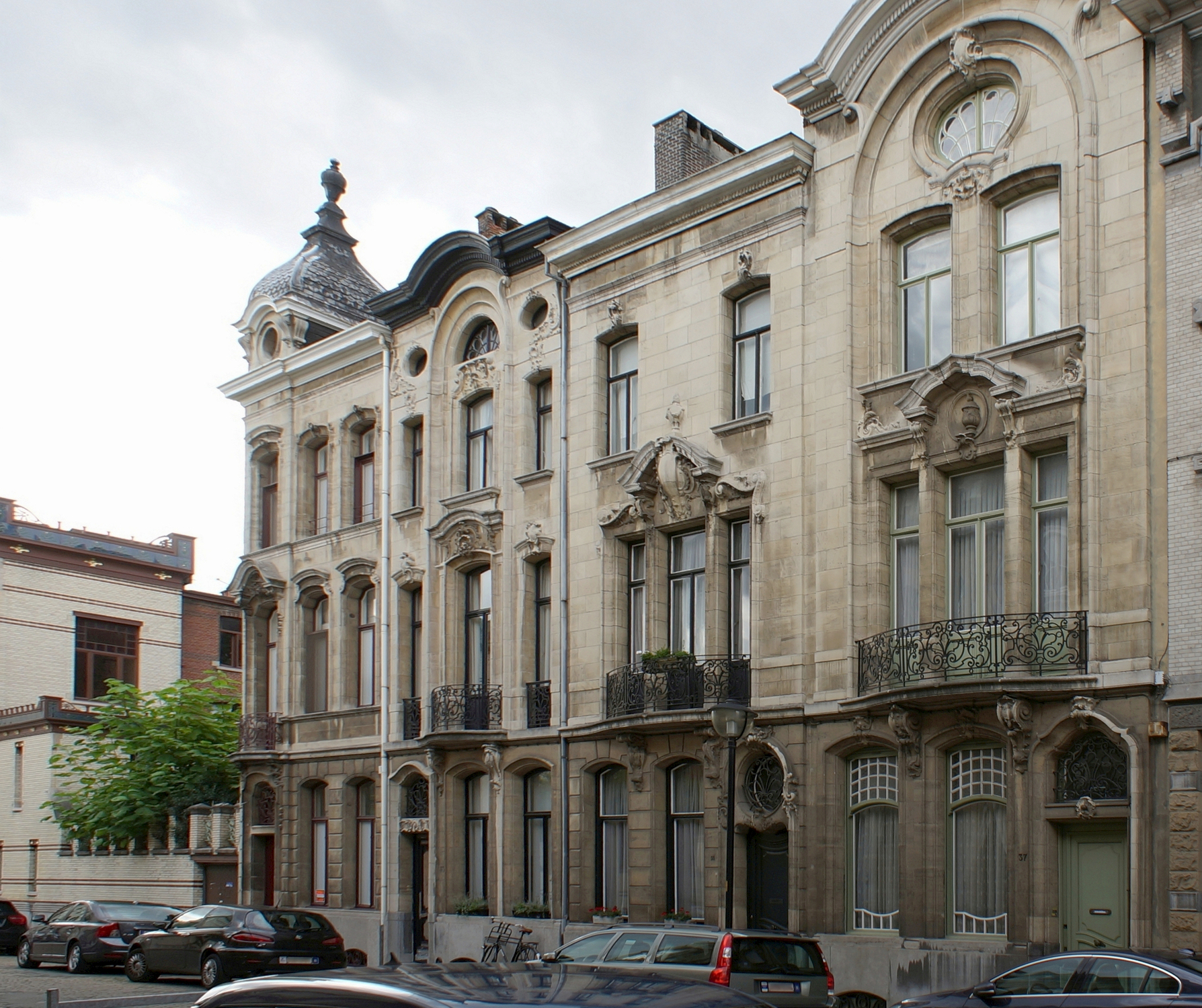
Burgershuizen in neorococostijl - Generaal Van Merlenstraat 31 ► 37 (Berchem) (1901).

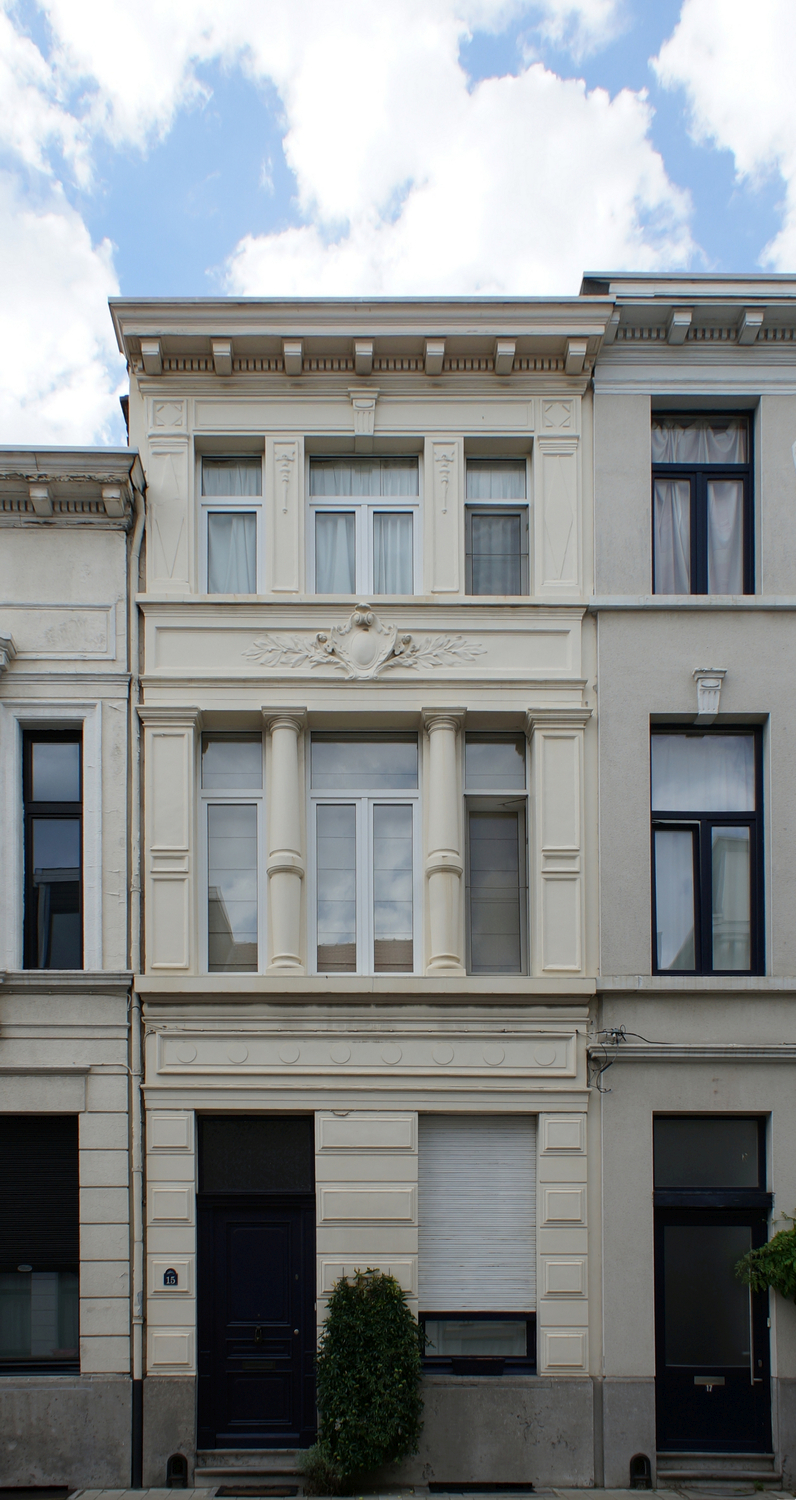
Enkelhuis in een ensemble - Dolfijnstraat 15 (Antwerpen) (1892).

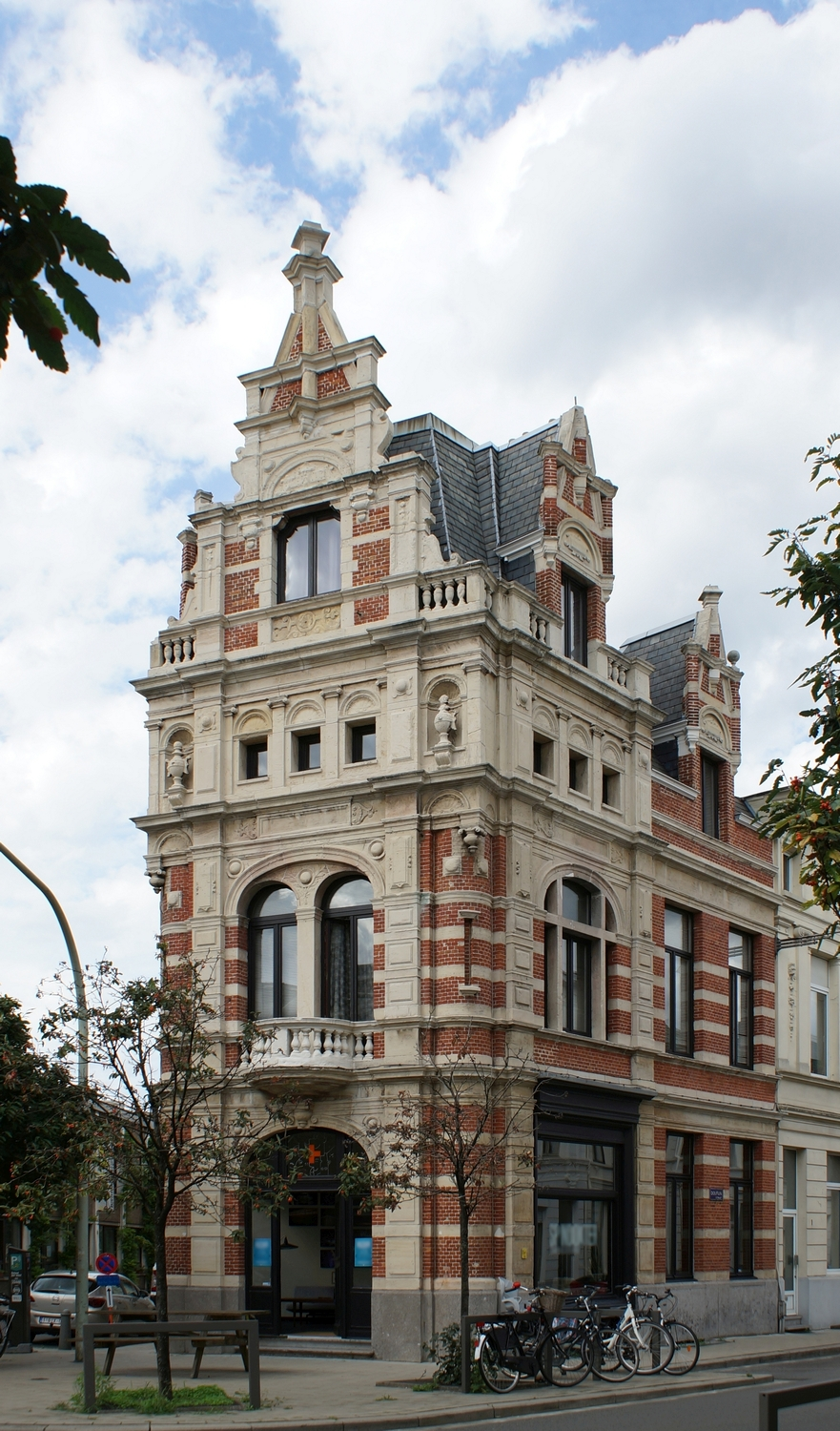
Hoekhuis in neo-Vlaamserenaissance-stijl - Lange Altaarstraat 29 (Antwerpen) (1892).

  - 1876-1882: Albert Grisarstraat 17-23 (Professor Claraplein 1) (Antwerpen): Meisjesweeshuis (later kinderziekenhuis Good-Engels) in neogotische stijl;
  - 1880: Walvisstraat 37, 39, 41, 43, 45, 47, 49, 53: burgershuizen in neo-Vlaamserenaissance en neoclassicistische stijl;
  - 1882: Waalse Kaai 14: Zuiderpershuis. Vanaf ~ 1975 benut als Theatercollectief en Wereldculturencentrum;
  - 1884: Dageraadplaats 26, 27, 28: woningen in neo-Vlaamserenaissance-stijl;
  - 1884-1885: Kleinebeerstraat 43 tot 59: woningen in neo-Vlaamserenaissance-stijl;
  - 1887: Grotehondstraat 57, 59, 61: drie burgershuizen in neoclassicistische stijl;
Filomenastraat 11 en 15: burgershuizen in neoclassicistische stijl;
  - 1887-1889: Kleinehondstraat 8 tot 18: woningen in neo-Vlaamserenaissance -, neoclassicistische en eclectische stijl;
  - 1888: Lange Van Ruusbroecstraat 54 tot 78: burgershuizen in neoclassicistische en neorenaissance-stijl;
Ramstraat 3 tot 15: neoclassicistische woningen;
  - 1888-1889: Grotebeerstraat 55 tot  83: burgershuizen in neoclassicistische, neorenaissance en eclectische stijl;
  - 1890: Filomenastraat 17, 23 en 25: woningen in neoclassicistische stijl;
Leemputstraat 35 tot 73: woningen in neoclassicistische stijl;
Grotehondstraat 51 en 53: woningen in neoclassicistische stijl;
  - 1890-1892: Wolfstraat 3 alsook 7 tot 35: burgershuizen in neo-Vlaamserenaissance - en neoclassicistische stijl;
Nottebohmstraat 30, 34, 38, 40, 44 tot 54: burgershuizen in neo-Vlaamserenaissance - en neoclassicistische stijl;
  - 1891: Uitbreidingstraat 472 tot 508: woningen in neoclassicistische stijl;
Filomenastraat 4 en 6: huizen in neoclassicistische stijl;
  - 1892: Grotehondstraat 12, 14 en 16: burgershuizen in neoclassicistische stijl;
Nottebohmstraat 28: burgershuis in neo-Vlaamserenaissance-stijl;
Dolfijnstraat 1 tot 17: burgerhuizen in neoclassicistische - en neorenaissancestijl;
Lange Altaarstraat 29:  hoekhuis in neo-Vlaamserenaissance-stijl;
  - 1894: Tweelingenstraat 31 tot 43: burgershuizen in neoclassicistische- en neo-Vlaamserenaissance-stijl;
Grotehondstraat 22 tot 26: burgershuizen in neoclassicistische stijl;
Schorpioenstraat 26 tot 38: burgershuizen in neoclassicistische - en neo-Vlaamserenaissance-stijl;
  - 1897-1899: Cogels-Osylei 32 tot 40 en 33 tot 43: aan de rotonde: monumentale burgershuizen in neoclassicistische stijl;
  - 1900: Leemputstraat 23 tot 33: woningen in neoclassicistische stijl;
  - 1901: Uitbreidingsstraat 44 tot 50: woningen in neoclassicistische stijl;
Generaal Van Merlenstraat 31, 33, 35, 37, 46: burgershuizen in neorococo-stijl;
Leysstraat 28: monumentaal hoekgebouw in neobarokstijl;
  - 1901-1904: Dageraadplaats: Sint-Norbertuskerk in neogotische stijl;
  - 1905: Cogels Osylei 77, 79, 81; burgershuizen in eclectische stijl;
  - Waalse kaai: verscheidene pakhuizen.
  - Rubenslei en Van Eycklei: een aantal woningen (thans verdwenen).
2. Elders:
  - 1878: Grobbendonk (langs de weg van Herentals naar Nijlen): Goorkasteel, ook kasteel Den Huger genoemd. Gebouwd in samenwerking met Eugeen Dieltiens[2];
  - 1898: Herentals: Boerenkrijgmonument
  - ~1900: Lille, Rechtestraat 48: villa in samenwerking met Eugeen Dieltiens;
  - 1901: Arendonk: kerk van Onze-Lieve-Vrouw en Sint-Job;
  - 1909-1910: Halle (Zoersel): Gemeentehuis in eclectische stijl (thans bibliotheek);
  - 1911-1913: wederopbouw van de Sint-Martinuskerk te Halle-Zoersel;
  - 1912-1914: Lille: Sint-Pieterskerk (met uitzondering van de toren);
  - 1913: Pulderbos (Zandhoven): vergroting en wederopbouw van de neogotische Onze-Lieve-Vrouwekerk.

## Galerij

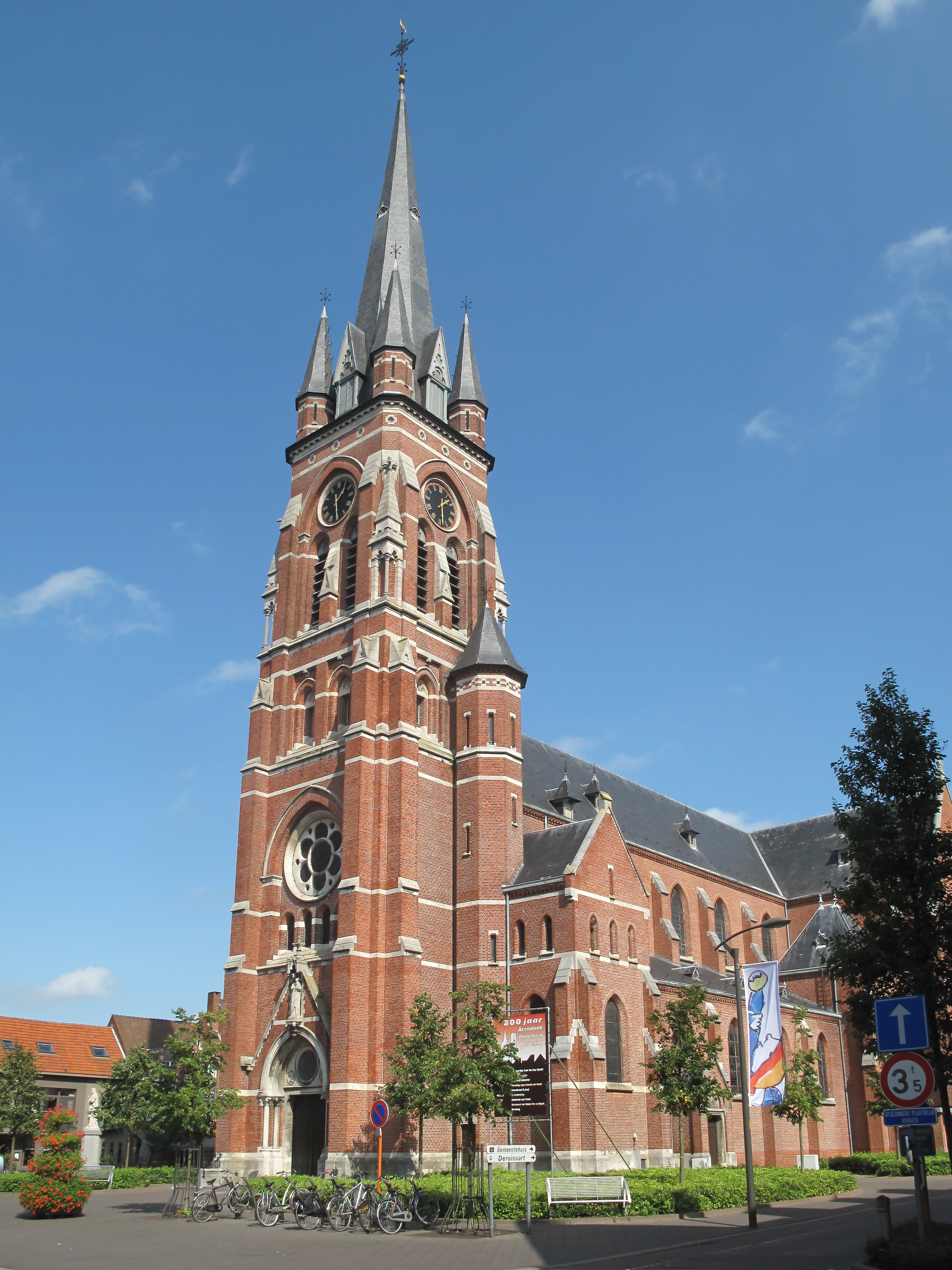
Neogotische kerk van Onze-Lieve-Vrouw en Sint-Job (Arendonk) (1901).
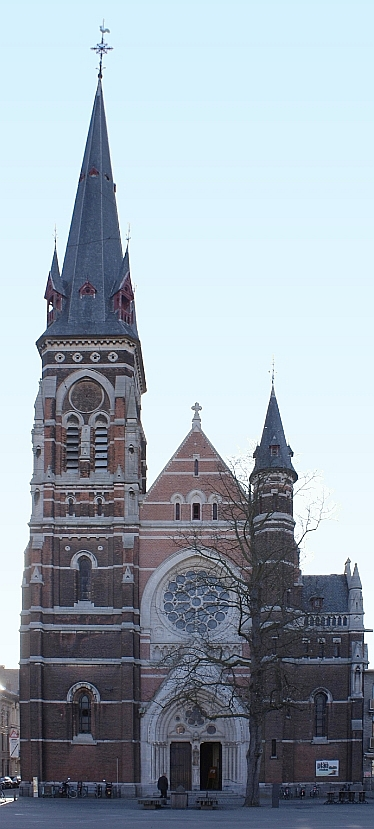
Sint-Norbertuskerk (Antwerpen) (1901).
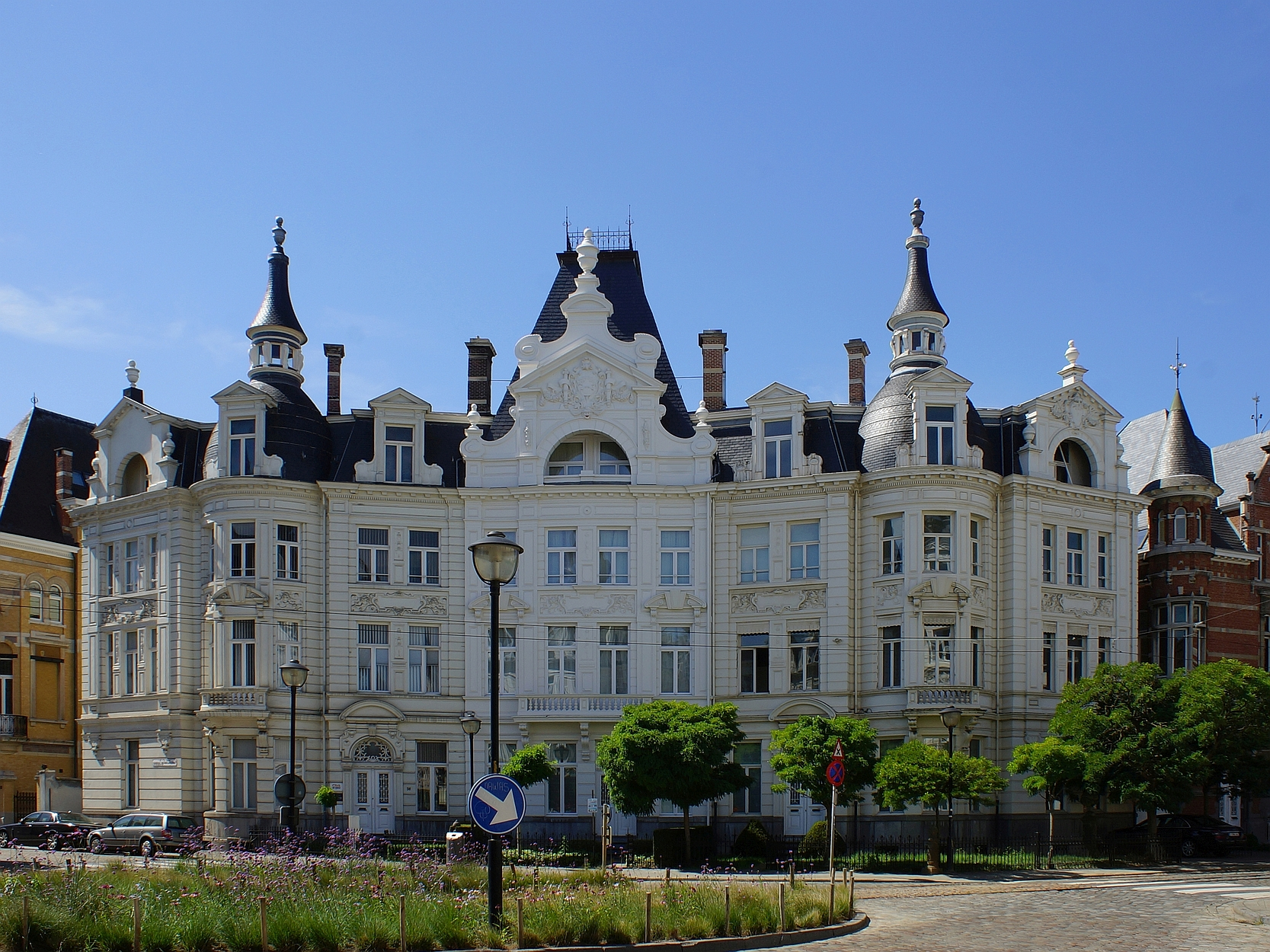
Monumentale woningen - Cogels-Osylei (Berchem) (1897-1899).
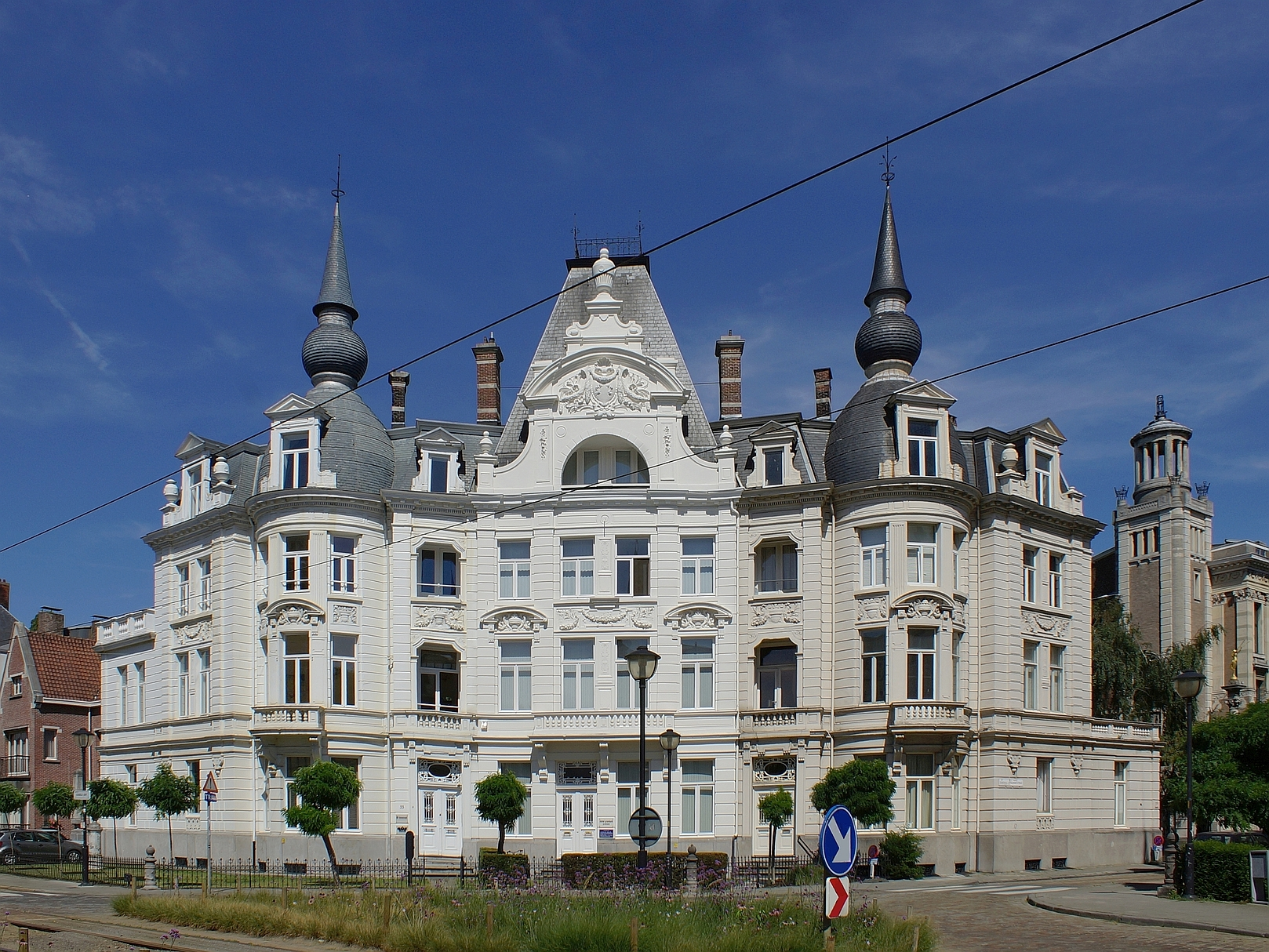
Monumentale woningen - Cogels-Osylei (Berchem) (1897-1899).
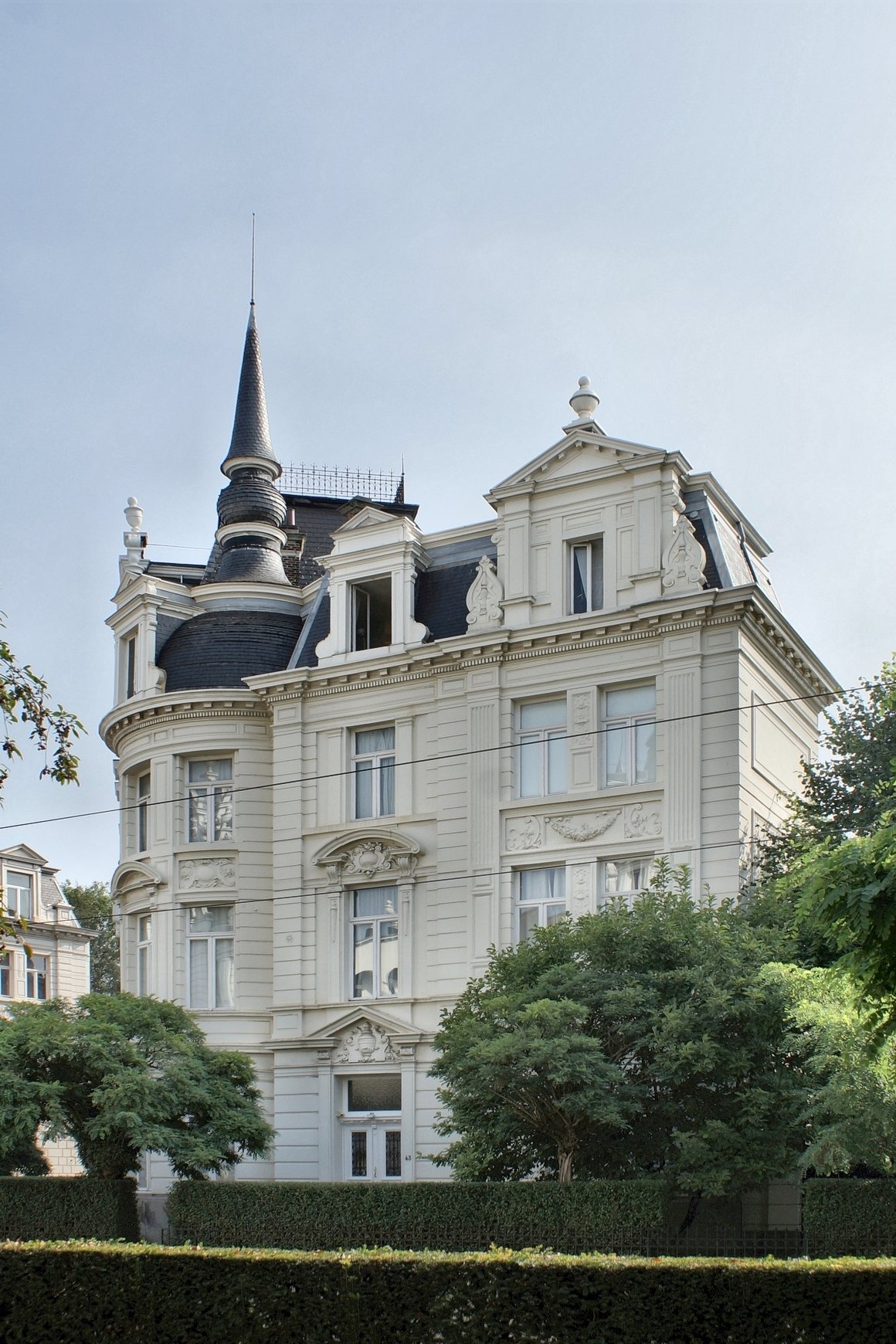
Monumentaal burgershuis - Cogels-Osylei 43 (Berchem) (1897-1899).
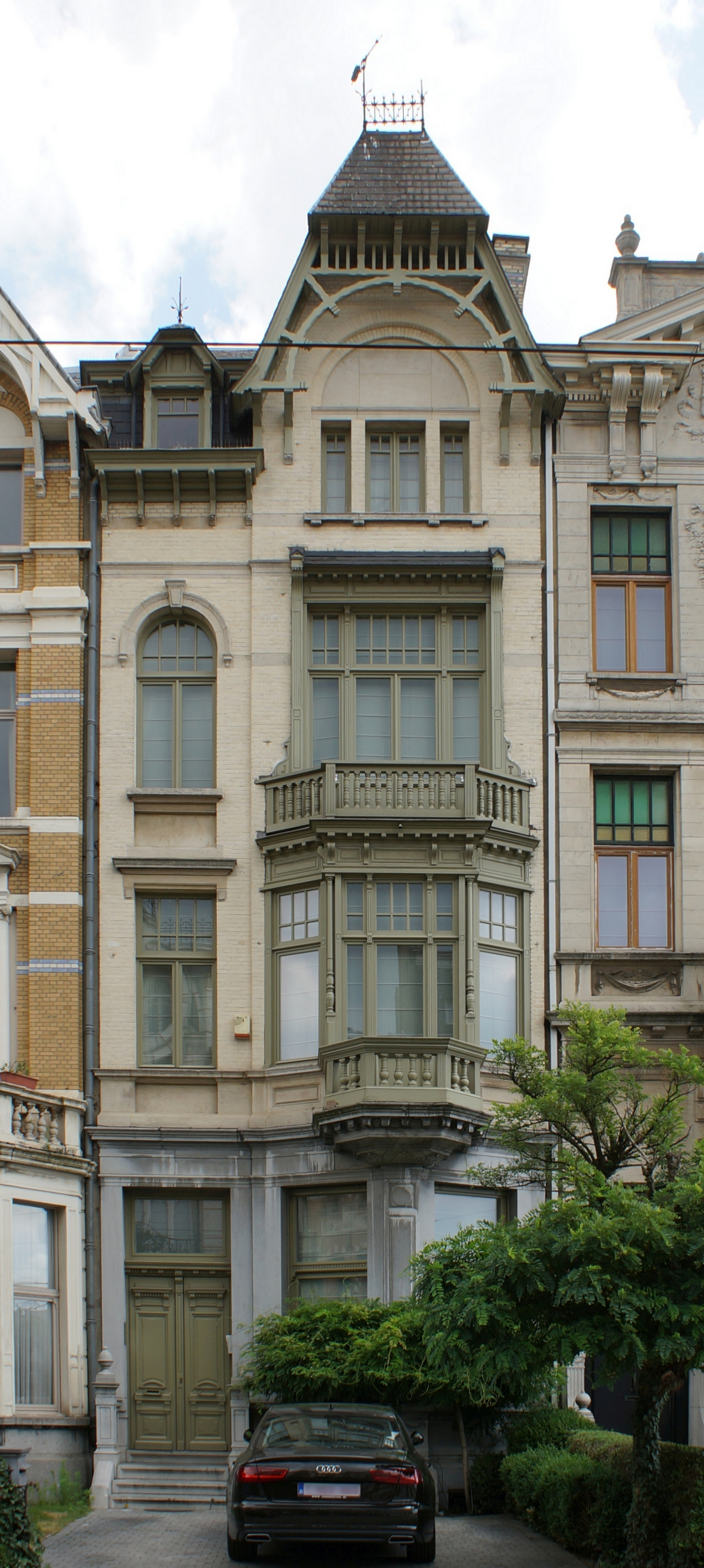
Burgershuis, Cogels-Osylei 77 (Berchem) (1905).
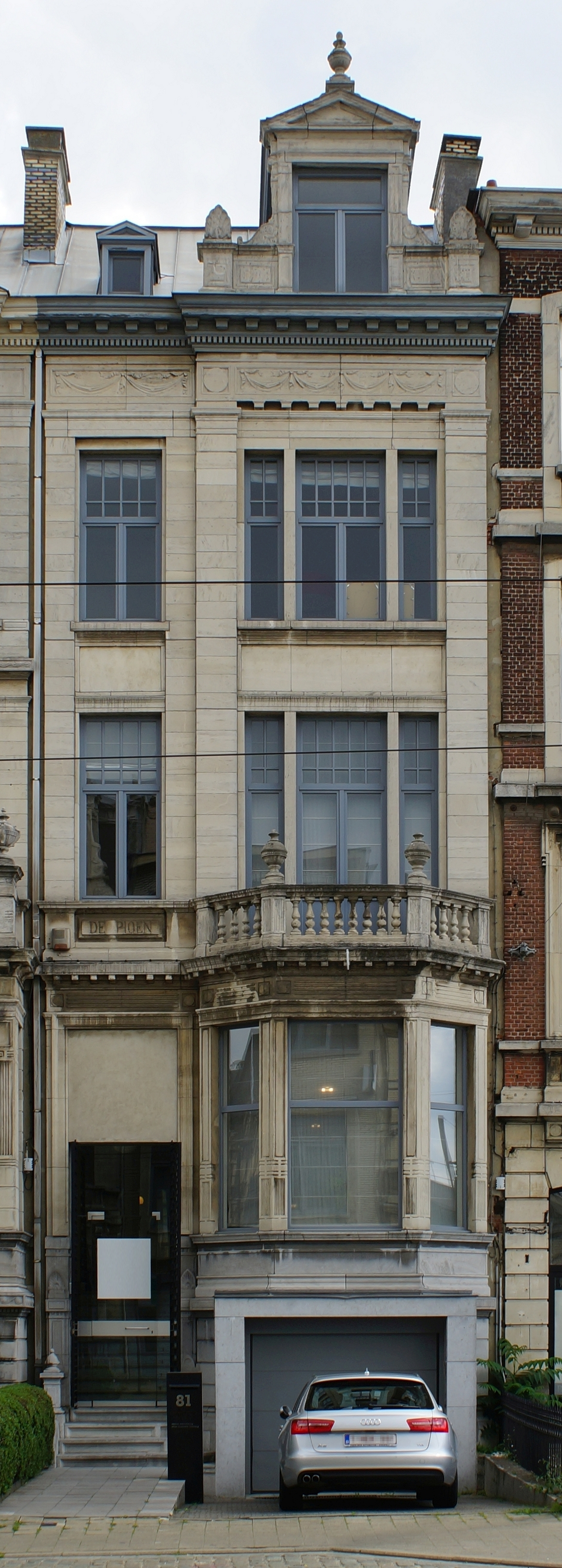
Burgershuis, Cogels-Osylei 81 (Berchem) (1905).
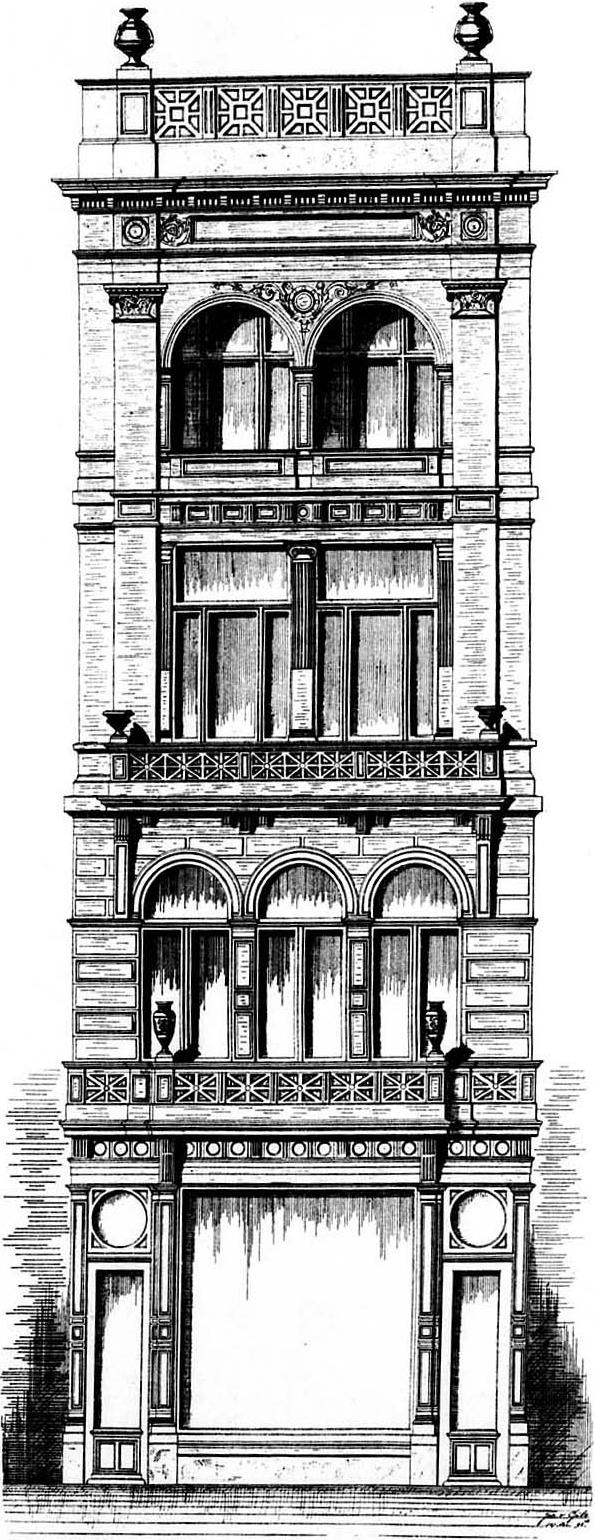
Woonhuis, Koepoortstraat (Antwerpen).
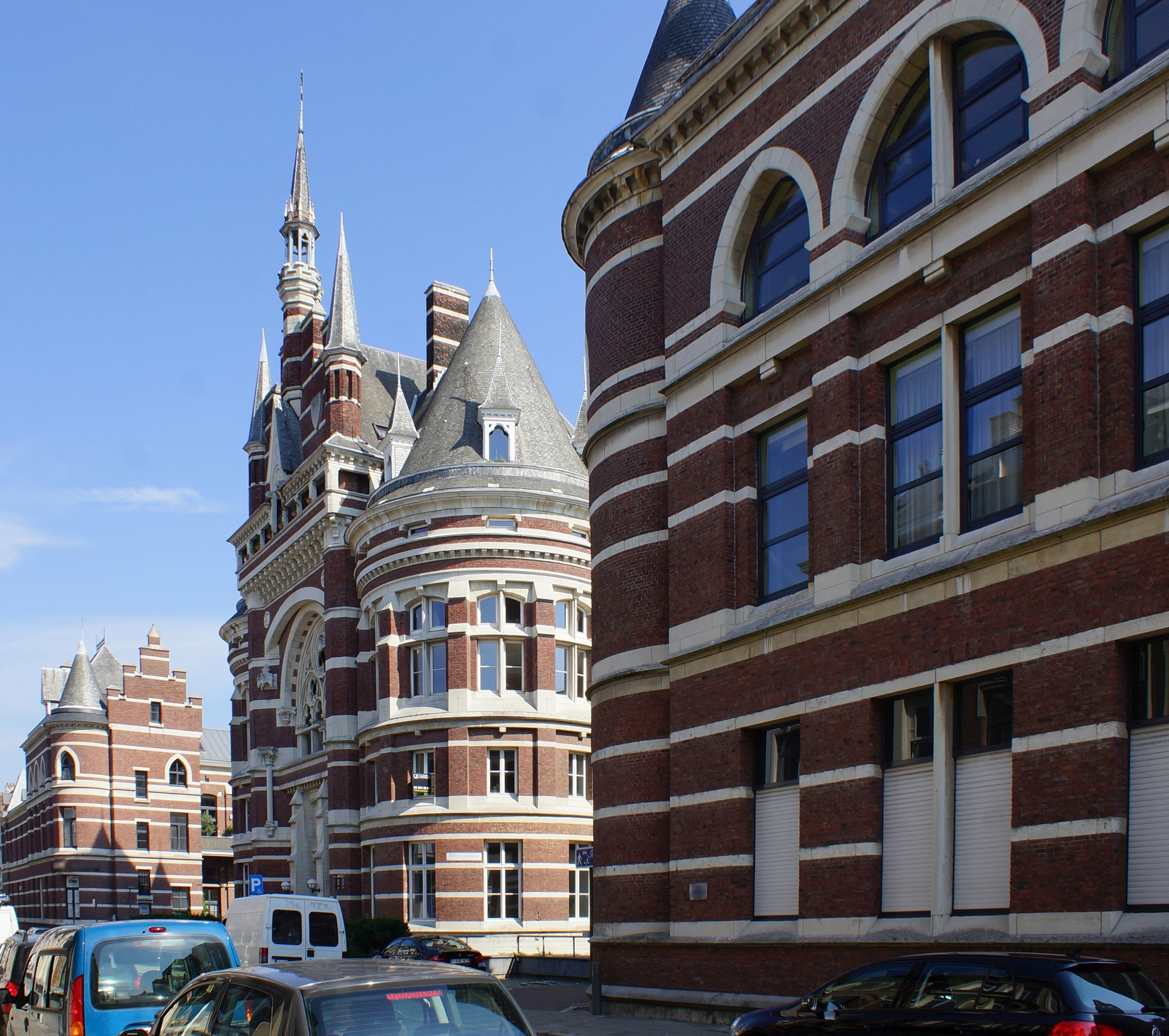
Weeshuis, nadien kinderziekenhuis "Good-Engels", Professor Claraplein 1 (Antwerpen) (1876-1882).

- RKD-Nederlands Instituut voor Kunstgeschiedenis: 344109
- Union List of Artist Names: 500277244
- Virtual International Authority File: 172479175